# Нацваладзе, Валериан Георгиевич
Валериан Георгиевич Нацваладзе (12 августа 1909 года, село Аскана, Озургетский уезд, Кутаисская губерния, Российская империя — неизвестно, Махарадзевский район, Грузинская ССР) — бригадир Насакиральского совхоза Министерства сельского хозяйства СССР, Махарадзевский район, Грузинская ССР. Герой Социалистического Труда (1949).

## Биография
Родился в 1909 году в крестьянской семье в селе Аскана Озургетского уезда. С раннего возраста трудился в частном сельском хозяйстве. После коллективизации вступил в местный колхоз. С 1939 года член ВКП(б).
В 1941 году призван по мобилизации в Красную Армию. На фронтах Великой Отечественной войны с декабря 1942 года. Воевал на Северо-Кавказском фронте санитаром 123-го отдельного медико-санитарного батальона 9-й горно-стрелковой дивизии. После демобилизации возвратился на родину, где стал трудиться бригадиром чаеводов в совхозе с усадьбой в селе Насакирали (сегодня — посёлок Кведа-Насакирали Озургетского муниципалитета) Махарадзевского района.
В 1948 году бригада под его руководством собрала в среднем с каждого гектара по 7230 центнеров чайного листа на участке площадью 6 гектаров. Указом Президиума Верховного Совета СССР от 5 июля 1949 года удостоен звания Героя Социалистического Труда за «получение высоких урожаев сортового зелёного чайного листа и цитрусовых плодов в 1948 году» с вручением ордена Ленина и золотой медали «Серп и Молот» (№ 4035).
Этим же указом званием Героя Социалистического Труда были награждены директор совхоза Михаил Георгиевич Гварджаладзе, старший агроном Шота Арсенович Кечекмадзе, труженики Насакиральского совхоза Тамара Семёновна Дарчия, Александра Андреевна Уткина и Гарпина Георгиевна Шкирия.
За выдающиеся трудовые достижения в чаеводстве по итогам 1950 года был награждён вторым Орденом Ленина. Семеро тружеников его бригады по итогам работы 1950 года были награждены в 1951 году званием Героя Социалистического Труда (в том числе Мария Тимофеевна Ивахнова, Ирина Артёмовна Ковалёва, Антонина Сергеевна Соболева, Прасковья Яковлевна Сотник, Лидия Терентьевна Топчиева).
Проживал в Махарадзевском районе (сегодня — Озургетский муниципалитет). С 1968 года — персональный пенсионер союзного значения. Дата смерти не установлена (после 1985 года).
Награды
- Герой Социалистического Труда
- Орден Ленина — дважды (1949; 01.09.1951)
- Орден Отечественной войны 2 степени (11.03.1985)
- Медаль «За боевые заслуги» (09.08.1943)
- Медаль «За победу над Германией в Великой Отечественной войне 1941—1945 гг.» (09,05.1945)